# 王坚 (东晋)
王坚（?—?），东晋官员，魏兴郡（今湖北省郧西县西）人，王逊的儿子。
王逊在宁州十四年，死后部众拥立王坚行宁州府事。东晋朝廷以王坚为南夷校尉、宁州刺史、假节，王逊谥号壮。陶侃害怕王坚不能抗对成汉，晋明帝太宁末年，陶侃表奏零陵郡太守尹奉为宁州刺史，王坚卸职回到建康，病卒。兄长王澄袭爵褒中县公，历任魏兴太守、散骑常侍。